# سرین راسماز
سرین راسماز (انگلیسی: Serine racemase) آنزیمی است که D-سرین را از L-سرین تولید می‌کند. D-سرین از طریق فعال کردن گیرنده‌های NMDA در مغز به عنوان یک مولکول پیام‌رسان عصبی عمل می‌کند. در انسان‌ها سرین راسماز به وسیله ژن SSR کد می‌شود.
سرین راسماز پستانداران یک آنزیم وابسته به پیریدوکسال '۵-فسفات است که هم واکنش راسمیزاسیون L-سرین به D-سرین را کاتالیز می‌کند و هم حذف آب از L-سرین را، که واکنش اخیر به تولید پیروات و آمونیاک می‌انجامد. این آنزیم به‌طور فیزیولوژیک به وسیله کاتیون‌های دوظرفیتی (مانند منیزیم) تحریک می‌شود و به وسیلهٔ کمپلکس منیزیم/ ATP فعال می‌گردد.